# BGA
BGA (англ. ball grid array — масив кульок) — тип корпусу інтегральних мікросхем для поверхневого монтажу на плату.

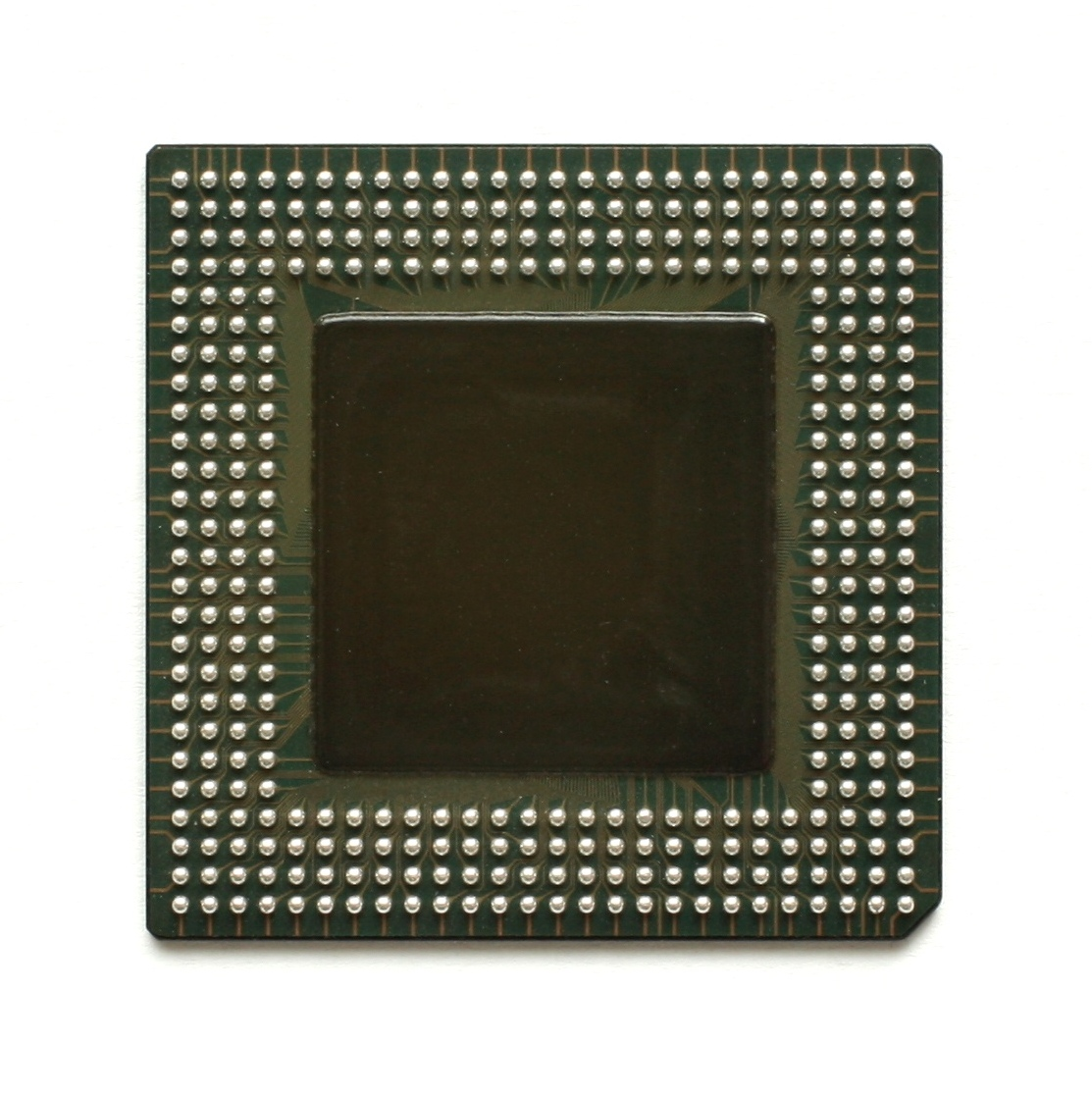
Вид знизу на Intel Embedded Pentium MMX

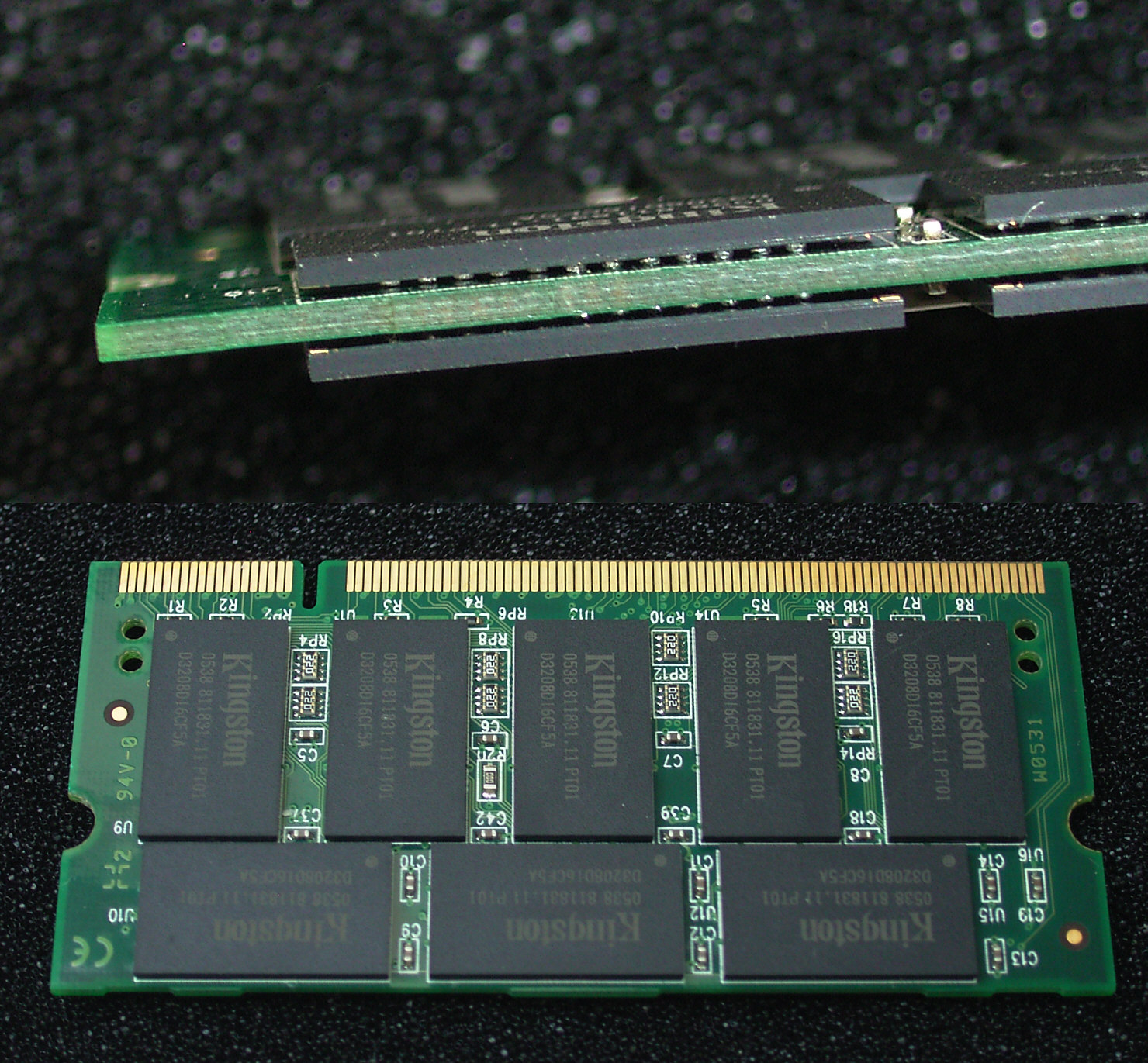
Мікросхеми пам'яті з виводами BGA змонтовані на друкованій платі

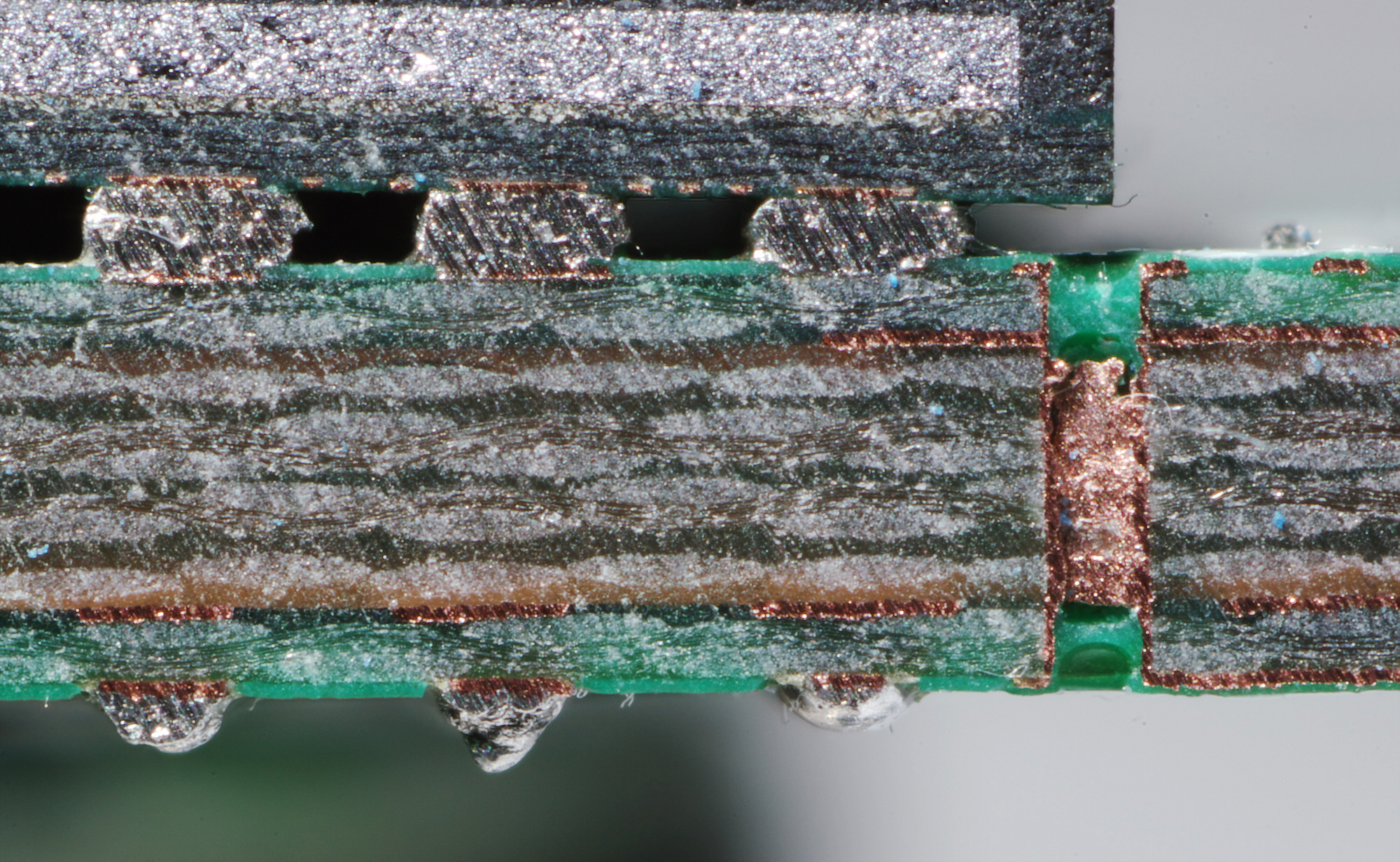
Розтин друкованої плати з корпусом BGA. Зверху видно кремнієвий кристал.

BGA виводи являють собою кульки припою, нанесені на контактні площинки зі зворотної сторони мікросхеми. Мікросхему розташовують на друкованій платі, згідно з маркуванням першого контакту. Далі мікросхему нагрівають, так що кульки
починають плавитись. Поверхневий натяг змушує розплавлений припій зафіксувати мікросхему над тим місцем, де вона повинна розташовуватися на платі. Поєднання певного припою, температури паяння, флюсу і паяльної маски не дозволяє кулькам повністю деформуватись.

## Різновиди
- FBGA: LFBGA, TFBGA, VFBGA, WFBGA, UFBGA (Ultra Fine BGA)

FBGA (Fine Ball Grid Array) має тонші контакти і використовується для систем-на-чипі (system-on-a-chip — SoC);
LFBGA: Low-profile Fine-pitch Ball Grid Array;
TFBGA : Thin and Fine Ball Grid Array
- Відомий як FineLine BGA від Altera.
- FLGA: TFLGA, VFLGA, WFLGA
- Array Packages

CABGA: Chip Array Ball Grid Array;
CTBGA: Thin Chip Array Ball Grid Array;
CVBGA: Very Thin Chip Array Ball Grid Array;
TABGA / TBGA: Tape Array BGA
- DSBGA: Die-Size Ball Grid Array
- MBGA: Micro Ball Grid Array
- MCM-PBGA: Multi-Chip Module Plastic Ball Grid Array
- PBGA: Plastic Ball Grid Array — PBGA-H, PBGA-MD

CBGA і PBGA відрізняються матеріалом основи, в якій розташований масив кульок (Ceramic чи Plastic).
- SuperBGA (SBGA): Super Ball Grid Array
- TEPBGA: Thermally Enhanced Plastic Ball Grid Array
- FCmBGA: Flip Chip Molded Ball Grid Array

На фірмі Intel використовували BGA1 для Pentium II і ранніх Celeron процесорів, BGA2 для Pentium III і деяких пізніших Celeron процесорів. BGA2 також відомий, як FCBGA-479.
«Micro-FCBGA» (Flip Chip Ball Grid Array — BGA з перевернутим кристалом) використовується для Coppermine Mobile Celeron. Micro-FCBGA має 479 кульок діаметром 0.78 мм. Процесор фіксується на платі паянням. Без перехідного сокету це не так зручно для заміни, але заощаджується місце.

## Переваги

### Компактність
BGA — це рішення проблеми виробництва мініатюрного корпусу ІС з великою кількістю виводів. Корпуси типу QFP виробляються все з меншим і меншим кроком і шириною виводів для зменшення місця, але це викликає певні складності при монтажі даних компонентів. Виводи розміщені дуже близько, росте відсоток замикання припоєм сусідніх контактів. BGA не має такої проблеми — припій наноситься на заводі в потрібній кількості і місці.

### Теплопровідність
Наступною перевагою перед мікросхемами з виводами є кращий тепловий контакт між мікросхемою і платою, що в деяких випадках позбавляє від необхідності тепловідводу (в деяких випадках по центру корпусу робиться одна велика контактна площинка — радіатор, яка припаюється до доріжки-тепловідводу).
Якщо BGA-мікросхеми розсіюють достатньо великі потужності і тепловідвід по всіх кулькових виводах недостатній, то до корпусу мікросхеми прикріплюють (іноді приклеюють) радіатор. Це можуть бути відеоплати для ПК, мікросхеми північних
мостів на материнських платах ПК тощо

### Малі наведені завади
Чим менша довжина виводів — тим менша їх індуктивність, менші наведені завади і кращі умови для ВЧ-сигналів. У BGA довжина провідника дуже мала, і може визначатися тільки відстанню між платою і мікросхемою, так що застосування BGA дозволяє
збільшити діапазон робочих частот і, для цифрових приладів, збільшити швидкість обробки інформації.

## Недоліки

### Негнучкі виводи
Основним недоліком BGA є те, що виводи негнучкі. При тепловому розширенні чи вібрації деякі виводи можуть зламатися. Тому BGA непопулярні у військовій техніці і авіабудуванні.
Частково цю проблему вирішує залиття мікросхеми спеціальною полімерною речовиною — компаундом. Він скріплює всю поверхню мікросхеми з платою. Також компаунд не дає проникнати волозі під корпус BGA-мікросхеми, що особливо актуально і для побутової електроніки (наприклад, стільникових телефонів). А ще роблять часткове залиття корпусу, по кутах мікросхеми, для механічної міцності.

### Дороге обслуговування
Другим недоліком є те, що після того як мікросхема припаяна, дуже важко визначити дефекти паяння. Зазвичай застосовують рентгенівські знімки або спеціальні мікроскопи, але вони досить дорогі. Відносно недорогим методом локалізації дефектів монтажу є периферійне сканування. Якщо BGA невдало припаяний, він може бути демонтований за допомогою фена або інфрачервоної паяльної станції. Мікросхема може бути замінена на нову, а в деяких випадках через дороговизну мікросхеми кульки відновлюють за допомогою паяльних паст і трафаретів; цей процес називають реболінг, від англ. reball.